# Zagrzędy
Zagrzędy – część wsi Mszanna-Kolonia w Polsce, położona w województwie lubelskim, w powiecie włodawskim, w gminie Wola Uhruska.
W latach 1975–1998 Zagrzędy administracyjnie należały do województwa chełmskiego.
Zagrzędy należą do rzymskokatolickiej parafii Ducha Świętego w Woli Uhruskiej.